# Речная полиция Санкт-Петербурга
Речная полиция — столичный правоохранительный орган (полицейское учреждение) специального наблюдения за водами Санкт-Петербурга, и по предупреждению преступлений и проступков против безопасности личной и безопасности имуществ на них.
Речная столичная полиция, первая по времени возникновения в империи, учреждена законом от 27 июня 1867 года на средства города (30 000 рублей), позже были созданы нижегородская и другие речные полиции. Речная полиция Санкт-Петербурга находилась в введении обер-полицмейстера северной столицы Российской Империи. В России существовал Комитет речной полиции.

## История
В связи с улучшением благосостояния подданных империи, увеличилось и количество личных транспортных средств и сооружений, на водах и по берегам водных объектов империи, соответственно возросло и число правонарушений на водах, что и привело к созданию (учреждению) водной полиции в империи, для охранения жизни, здоровья, имущества, общественного порядка и публичной безопасности.
В 1866 году под председательством бывшего генерал-губернатора князя Александра Суворова была учреждена комиссия для выработки проекта речной полиции. В 1867 году, после того как комиссия дала положительное заключение, последовало высочайшее повеление об устройстве речной полиции. По этому повелению было предложено поручить в ведение речной полиции все реки и каналы в черте северной столицы города Санкт-Петербург.
В 1868—1869 годах к предметам ведомства Речной столичной полиции были отнесены обязанности упраздненной Санкт-петербургской городской верфи по освидетельствованию гребных и перевозных судов, затем обязанности брандвахт Средней и Малой Невы, береговые помещения и суда которых поступили в заведование речной столичной полиции.

## Обязанности
- Надзор за точным исполнением постановлений по предмету судоходства и охранения порядка как на воде, так и на береговых сооружениях;Пуговица с изображением символа Речной полиции.
- Охранение порядка, относительно беспрепятственного следования судов по рекам и каналам;
- Наблюдение за своевременною нагрузкою товаров, выкаткою на берег и тому подобное, с назначением срока, по истечении которого берега должны быть очищены для беспрепятственного прохода новых судов;
- Принятие мер к спасению утопающих людей и погибающих судов;
- Наблюдение за исправным содержанием паровых и гребных судов, предназначенных на случай наводнения;
- Преследование на водах воровства и бродяжничества;
- Определение правил по закрытии навигации, о безопасности прохода и проезда по льду.

## Состав
Речная полиция Санкт-Петербурга состояла из управляющего, трёх его помощников, необходимого количества нижних чинов по штату (городовых речной полиции и так далее) и команды матросов, ежегодно назначаемых Морским министерством на счёт сумм, отпускаемых на содержание речной полиции. Первым управляющим речной полиции был капитан-лейтенант В. И. Коростовец.
На окончание XIX столетия в состав речной полиции, кроме управляющего, входили его три помощника (содержание 2 900 рублей), инженер-механик, корабельный инженер, старший машинист, письмоводитель, 20 старших и 75 младших городовых, а во время навигации прикомандировывались от морского ведомства два офицера, и штат речной полиции увеличивался 88-ю городовыми и 20-ю машинистами, матросами и кочегарами.

## Инвентарь
Для своих нужд речной полиции Санкт-Петербурга полагалось иметь: до 30 двухвёсельных шлюпок, размещённых в различных пунктах рек, и две железные паровые лодки для тушения пожаров.
На окончание XIX столетия, флотилия речной полиции Санкт-Петербурга состояла из 11-ти паровых судов и 35-ти гребных вельботов и шлюпок.

## Плата
Ежегодно на содержание речной полиции Санкт-Петербурга выделялось 80 000 рублей. Старшие помощники управляющего получали по 360 рублей, матросы получали 300 рублей в год.